# سی اند ام ایرویز
سی اند ام ایرویز (به انگلیسی: C&M Airways) یک شرکت هواپیمایی است که در تاریخ ۱۹۸۳ میلادی تأسیس شده است.
دفتر مرکزی سی اند ام ایرویز در ال پاسو، تگزاس، ایالات متحده آمریکا واقع شده‌است و قطب این شرکت هواپیمایی در فرودگاه بین‌المللی ال پاسو قرار دارد.